# Janusz Dolny
Janusz Dolny (ur. 3 grudnia 1927 w Kuryłówce, zm. 16 kwietnia 2008 w Krakowie) – polski pianista i pedagog.
W 1946 roku ukończył gimnazjum i liceum w Leżajsku, a potem studia pianistyczne odbył w krakowskiej Państwowej Wyższej Szkole Muzycznej w klasie Jana Hoffmana (1947–1955). Od 1974 prowadził działalność pedagogiczną w macierzystej uczelni. W latach 1981–1987 pełnił funkcję dziekana Wydziału Instrumentalnego, w latach 1987–1990 kierował I Katedrą Fortepianu Akademii Muzycznej w Krakowie.
Od 1955 występował w duecie fortepianowym z Janiną Baster. W 1956 został laureatem I nagrody na Międzynarodowym Konkursie im. Viottiego w Vercelli w kategorii duetów fortepianowych i nagrody specjalnej szwajcarskiej Fundacji Maxa Eggera. Ponadto brał udział w: Międzynarodowym Festiwalu Muzycznym w Wiedniu (1959), Berliner Festtage (1958), Warszawskiej Jesieni (1959) „Wariacje na temat Paganiniego”, Festiwalu Pianistyki Polskiej w Słupsku (1968), Wrocławskim Festiwalu Muzyki Współczesnej (1969), Bydgoskim Festiwalu Muzycznym (1971), Nałęczowskim Divertimencie (1980), Festiwalu Muzyki Odnalezionej w Tarnowie (1995). Pierwsze światowe wykonanie Wariacji D-dur na cztery ręce Chopina.

## Filmografia
- Janina Baster i Janusz Dolny. Koncert telewizyjny[4]

## Odznaczenia
Źródło: 
- Złoty Krzyż Zasługi
- Odznaka „Zasłużony Działacz Kultury”
- Medal 40-lecia PRL
- Nagroda Ministra Kultury i Sztuki